# Álex Quillo
Alejandro Rodríguez Rivas, meglio noto come Álex Quillo (La Línea de la Concepción, 7 ottobre 1986), è un ex calciatore spagnolo, di ruolo centrocampista.

## Carriera
In carriera ha giocato 8 partite di qualificazione alle coppe europee, di cui 2 per la Champions League e 6 per l'Europa League, tutte con l'Europa FC.